# Benny Galant
Benito Galán, mer känd under sitt artistnamn Benny Galant, född 1 juni 1929 i Andalusien, död 22 januari 2023, var en spansk fribrottare. 
Galant debuterade i det mexikanska förbundet Empresa Mexicana Lucha Libre (EMLL, senare Consejo Mundial de Lucha Libre) år 1962, och brottades bland annat på förbundets 32-årsjubileum. 1963 förlorade han en mask vs. hår lucha de apuestas-match mot El Santo.
Han var också delaktig i spelfilmen Santo: El Enmascarado De Plata Vs ’La Invasión De Los Marcianos’ från 1967 där brottaren El Santo fightas mot marsmänniskor, varav en spelas av Galán.
Han slutade med brottningen år 1985.